# Nokia Lumia 720
Nokia Lumia 720 – smartfon z serii Lumia produkowany przez fińską firmę Nokia, zaprezentowany w lutym 2013 roku podczas targów Mobile World Congress w Barcelonie jako następca modelu Lumia 710. Działa pod kontrolą systemu operacyjnego Windows Phone 8.

## Specyfikacja

### Aparat
W Lumii 720 zastosowano optykę ZEISSA z matrycą 1/3.4 cala o rozmiarze 6,7 megapikseli, przesłonie f/1.9 wspomaganą przez autofocus oraz lampę błyskową LED. Aparat jest sterowany dwustopniowym spustem migawki, dysponuje również 4 krotnym zbliżeniem cyfrowym. Rozdzielczość wykonanych zdjęć to 2848 na 2144 pikseli. Filmy nagrywane tym telefonem mają jakość 720p (HD).

### Wygląd
Telefon wykonano z poliwęglanu, a także hartowanego szkła (Gorilla Glass 2) pod którym znajduje się ekran. Głośnik słuchawkowy, czujnik zbliżeniowy, czujnik oświetlenia zewnętrznego, kamerę umieszczono nad wyświetlaczem. Pod nim znajdują się trzy pojemnościowe przyciski charakterystyczne dla systemu Windows Phone, czyli wstecz, start i szukaj. Lewa krawędź obudowy pozbawiona jest jakichkolwiek elementów funkcyjnych. Na prawym boku znajduje się klawisz służący do regulacji głośności, przycisk blokady ekranu (włącznik) oraz dwustopniowy spust migawki, a na dole obudowy mikrofon oraz port micro USB. Gniazdo minijack i slot na kartę micro SIM ulokowano na górnej krawędzi. Z tyłu telefonu zainstalowano aparat cyfrowy, diodę LED, mikrofon, głośnik oraz styki kontaktowe.

### Podzespoły
Urządzenie napędza dwurdzeniowy Qualcomm Snapdragon S4 taktowany zegarem o częstotliwości 1 GHz. Procesor jest wspomagany 512 MB pamięci operacyjnej (RAM). Pamięć dostępna dla użytkownika to około 8 GB oraz bezpłatne 7 GB pamięci w chmurze. Możliwe jest jej rozszerzenie przez kartę micro SD o pojemności do 64 GB. Ekran zastosowany w tym telefonie ma przekątną 4,3 cala. Został wykonany w technologii IPS LCD z wykorzystaniem autorskich funkcji SuperSensitive i ClearBlack. Jego rozdzielczość to 480 na 800 pikseli. Smartfon wyposażono w moduły Bluetooth i WiFi. Obsługuje również łączność 3G. Zastosowana bateria litowo-jonowa ma pojemność 2000 mAh. Możliwe jest jej bezprzewodowe ładowanie przez użycie odpowiedniej obudowy oraz ładowarki (Qi).

### Akcesoria
Smartfon, podobnie jak Lumia 920 i 1020, jest konstrukcją unibody, co oznacza że telefon składa się tylko z jednej części. Niemożliwe jest więc samodzielne otwarcie obudowy lub wymiana baterii. W związku z tym producent przygotował dla tego modelu specjalną nakładkę, która umożliwia indukcyjne ładowanie baterii.

## Oprogramowanie
Nokia Lumia 720 pracuje pod kontrolą systemu Microsoft Windows Phone 8 z dodatkiem Lumia Black. Preinstalowane są programy takie jak: Kalkulator, Zegar, Kalendarz, Budzik, Przypomnienia, Spis telefonów, Zadania, Pokój rodzinny, Kącik dziecięcy, OneNote, Sieci społecznościowe w książce telefonicznej, Portfel. Dodatkowo smartfon wyposażono w podstawowe oprogramowanie biurowe – Excel, Word, PowerPoint i Lync oraz nawigację HERE Maps oraz inne aplikacje wykorzystujące połączenie GPS i rozszerzoną rzeczywistość np. Nokia Miasto w Obiektywie. Dodatek Lumia Black umożliwia korzystanie z kilku autorskich rozwiązań Nokii – Glance, Camera, Storyteller czy Beamer. Użytkownik może dodatkowo pobierać aplikacje i gry ze sklepu Nokii bądź Marketplace.